# Jennifer A. Lewis
Jennifer A. Lewis (sinh năm 1964) là một nhà khoa học và kỹ sư vật liệu người Mỹ, nổi tiếng với nghiên cứu về lắp ráp keo gốm sứ và in 3D các vật liệu chức năng, cấu trúc và sinh học.

## Học vấn và sự nghiệp ban đầu
Lewis tốt nghiệp với bằng Cử nhân bằng từ Đại học Illinois tại Urbana-Champaign với danh hiệu cao về kỹ thuật gốm vào năm 1986 và giành được bằng tiến sĩ trong khoa học gốm từ Viện Công nghệ Massachusetts vào năm 1991 dưới sự hướng dẫn của Michael J. Cima. Từ 1990 đến 1997, cô là giáo sư trợ lý tại Đại học Illinois, và cũng là một giáo sư nghiên cứu với Viện Khoa học và Công nghệ Tiên tiến Beckman.

## Sự nghiệp hiện tại
Lewis được phong phó giáo sư vào năm 1997 và giáo sư năm 2003. Năm 2002, cô đồng biên tập cuốn sách Polymers in Particulate Systems: Properties and  Applications mà cô cũng đóng góp một chương có tựa đề "Gel keo chứa đầy colloid: một cách tiếp cận mới trong chế tạo gốm sứ "(Marcel Dekker, 2002; ISBN 9780585417837). Năm 2006 Lewis được bổ nhiệm làm giám đốc lâm thời và sau đó trở thành giám đốc Phòng thí nghiệm nghiên cứu vật liệu Frederick Seitz của UIUC năm 2007.
Năm 2013, cô chuyển đến Đại học Harvard với tư cách là giáo sư Hansjörg Wyss về kỹ thuật sinh học lấy cảm hứng từ Trường Kỹ thuật và Khoa học ứng dụng của Harvard.

## Nghiên cứu
Phòng thí nghiệm của Lewis hoạt động trên lắp ráp trực tiếp các vật liệu chức năng mềm. Công việc này liên quan đến vi chất lỏng, tổng hợp vật liệu, chất lỏng phức tạp, và lắp ráp robot để thiết kế các vật liệu chức năng. Cô phát triển các vật liệu mới có thể tìm thấy ứng dụng tiềm năng như linh kiện điện tử in được, ống dẫn sóng và giàn giáo 3D và kiến trúc vi mạch để nuôi cấy tế bào và kỹ thuật mô.  Vào đầu năm 2017, Lewis là tác giả của hơn 160 giấy tờ và nắm giữ 11 bằng sáng chế, bao gồm bằng sáng chế cho các sáng chế khác nhau như các phương pháp để in mô của con người chức năng 3D và các tế bào vi sinh.
Cô ấy là người sáng lập Voxel8, một công ty sản xuất nền tảng in 3D có khả năng in vật liệu chức năng mới, nhà đầu tư của họ bao gồm In-Q-Tel và Braemar Energy Ventures. Voxel8 đã tạo ra máy in điện tử 3D đa vật liệu đầu tiên trên thế giới. Vào tháng 1 năm 2015, Lewis đã nói với Business Wire: "Voxel8 đang tận dụng hơn một thập kỷ nghiên cứu, dẫn đến 17 bằng sáng chế (10 đã được phát hành) về vật liệu chức năng, đầu in và các quy trình in 3D khác, từ phòng thí nghiệm của tôi. nền tảng cho nỗ lực của Voxel8 để cách mạng hóa in 3D đa vật liệu."
Lewis cũng là người đồng sáng lập Electroninks, Inc., một công ty sản xuất mực bạc phản ứng được sử dụng trong thị trường thiết bị điện tử in, cũng như trong các thị trường mạch điện tử và y sinh. Công ty đã phát động chiến dịch Kickstarter vào ngày 20 tháng 11 năm 2013 với mục tiêu huy động được 85.000 đô la để giúp sản xuất một cây bút có tên là Circuit Scribe có thể tạo ra các mạch điện tử. Chỉ sau mười lăm ngày trong chiến dịch, người ủng hộ đã cam kết $ 451,698 đối với sản phẩm.  Khi chiến dịch Kickstarter đóng cửa vào ngày 31 tháng 12 năm 2013, tổng số tiền $ 674,425 đã được nâng lên cho Circuit Scribe bởi 12,277 người ủng hộ.

## Giải thưởng và danh hiệu
Lewis là thành viên của Học viện Nghệ thuật và Khoa học Hoa Kỳ (được bầu vào năm 2012),,Học viện Kỹ thuật Quốc gia (được bầu năm 2017), và Viện Hàn lâm Khoa học Quốc gia (được bầu vào năm 2018). Cô cũng là thành viên của Hiệp hội gốm sứ Hoa Kỳ, Hội vật lý Hoa Kỳ và Hội nghiên cứu vật liệu. Cô đã nhận được Giải thưởng Học bổng tài năng của Tổng thống của quỹ Khoa học Quốc gia (1994), Giải thưởng của Quỹ Schlumberger (1995), Giải thưởng Brunauer và Giải thưởng Robert B. Sossman của Hiệp hội Gốm sứ Hoa Kỳ (2003; 2016), Huy chương Hiệp hội Nghiên cứu Vật liệu (2012)), và giải thưởng Langmuir Lecture từ Hiệp hội Hóa học Mỹ (2009).
Năm 2014, cô được tạp chí Foreign Policy vinh danh là một trong "100 nhà tư tưởng toàn cầu hàng đầu" của năm.